# Kaibás Dezső
Kaibás Dezső (Tornyospálca, 1951. április 7. –)  magyar nemzeti labdarúgó-játékvezető. Polgári foglalkozása cégvezető.

## Pályafutása

### Nemzeti játékvezetés
Kosárlabda bíróként 1976 –1985 között Ajka kosárlabda bajnokságában tevékenykedett.
Labdarúgó játékvezetésből 1978-ban Ajkán vizsgázott. Vizsgáját követően a Veszprém megyei Labdarúgó-szövetség által üzemeltetett labdarúgó bajnokságokban kezdte sportszolgálatát. 1978–1980 között körzeti és megyei másod, 1980–1983 között körzeti, megyei első osztályú, majd a megyei Labdarúgó szövetség felterjesztésére NB III-as bíró. A Magyar Labdarúgó-szövetség (MLSZ) Játékvezetői Testület (JT) javaslatára 1984-től NB II-es játékvezető. A küldési gyakorlat szerint rendszeres partbírói szolgálatot is végzett. 1994–1998 között NB I-es asszisztens. Nemzetközi porondon Puhl Sándor és Vágner László egyik segítője lehetett. A nemzeti játékvezetéstől 1998-ban visszavonult. Nemzetközi mérkőzéseken való partbírói közreműködése: 12. 
NB. I-es asszisztálások száma: 54

## Sportvezetői pályafutása
- MLSZ Veszprém megyei LSZ JB elnökségének tagja, talent vezető, utánpótlás albizottság vezető, megyei és NB. III-as ellenőr,
- a Magyar Labdarúgó-szövetség (MLSZ) Játékvezetői Bizottságánál (JB) 2001-től országos ellenőrként tevékenykedik,
- 2008-tól az FC Ajka elnöke.[1] 2016 nyarán lemondott az elnöki tisztségről.[2]

## Szakmai sikerek
- 1998-ban Aranysíp elismerés
- 2000-ben Ajka város díszoklevele, illetve Veszprém Megye Sportjáért Emlékplakett
- 2013-ban 35. éves játékvezetői vizsgája alkalmából az MLSZ JB elnöke Berzi Sándor, ifj. emlékplakettet adott részére.
- 2021. július 1-től az MLSZ Veszprém Megyei Játékvezetői Bizottságának elnöke[3]